# 蠕眼細潛魚
蠕眼細潛魚為輻鰭魚綱鼬魚目鼬魚亞目隱魚科的其中一種，分布於印度西太平洋海域，體長可達14公分，為底棲性魚類，會寄生在海參，屬肉食性，罕見。

## 擴展閱讀
維基物種上的相關：蠕眼細潛魚